# Goodbye Mother
Goodbye Mother (en versión original vietnamita Thua Me Con Di) es una película dirigida por el director de Vietnam Trinh Dinh Le Minh en 2019 sobre las relaciones familiares, las huidas de la familia y los reencuentros para mostrarnos tal como somos, además de una historia LGBT.

## Sinopsis
Los reencuentros familiares sirven para visibilizar la individualidad del protagonista que vuelve junto a su pareja a la casa de sus padres. El protagonista, Van, hijo mayor de una familia vietnamita, regresa tras pasar 9 años en Estados Unidos. Su relación con su novio permanece latente, su familia le recibe como al heredero que debe procrear para continuar la saga familiar. El cruce de visiones culturales y problemas humanos sirve de camino común para establecer soluciones a los problemas de visibilidad LGBT y de envejecimiento.

## Trama
El hijo mayor de una familia vietnamita, Van, regresa a Vietnam desde los Estados Unidos, dónde ha vive, tras 9 años de ausencia continuada. El regreso tiene un objetivo asignado a Van como heredero familiar, el de participar en la nueva ubicación de la tumba de su padre. Van vuelve junto a Ian, un joven vietnamita y estadounidense, su novio, con la ilusión de visibilizar su relación ante su familia. El futuro emocional de la pareja desea la estabilidad familiar y su apoyo. Van habla con su madre, una mujer viuda que mira a su heredero con ojos tradicionales.
La Señora Hanh tiene la esperanza de que Van se case y tenga hijos. Van quiere hablar con su madre para que conozca a Ian como su pareja no como un amigo, La historia familiar teje hilos con la historia de la abuela de Van, una mujer con demencia senil que confunde a Ian con Van. Las relaciones familiares de dependencia, la enfermedad de la abuela y también la enfermedad de la madre hilvanan una trama de drama y comedia que facilita el fluir de las emociones. Van continua buscando el momento para exponer sus deseos de futuro junto a su novio, Ian. La vejez, la decadencia senil de la abuela, la enfermedad de la madre se integran con los problemas LGTB de Van al luchar por descubrir sus deseos y gustos ante su familia.

## Reconocimientos
La película fue seleccionada y participó en varios festivales internacionales de cine, destacar el de Busan International Film Festival y Hawaii International Film Festival, ambos en 2019.